# 항해자 히밀코
항해자 히밀코(Himilco) 또는 히밀코 1세는 기원전 5세기경 카르타고의 항해자이며 탐험가이다. 히밀코는 지중해에서 유럽 북서해안에 도착한 최초의 탐험가로 알려져 있다. 그는 현재의 스페인, 포르투갈, 프랑스의 대서양 연안을 따라 북쪽으로 항해했으며, 프랑스의 북서부 해안에 도착했다. 그의 여행일지에는 반복적으로 바다괴물이나 해초에 관한 이야기가 언급되는데, 이는 경쟁자인 그리스인들이 교역 루트에 끼어드는 것을 막기 위한 것으로 여겨진다.

## 같이 보기
- 항해자 한노
- 항해자 한노